# War Is The Answer
War Is The Answer é o segundo álbum de estúdio lançado pela banda americana Five Finger Death Punch. Foi lançado em 22 de Setembro de 2009 pela Prospect Park Records. O álbum atingiu o sétimo lugar na Bilboard 200 vendendo aproximadamente 44 mil cópias na primeira semana. Também é o último álbum com o baixista Matt Snell que teve a saída anunciada em 2011. War Is The Answer foi certificado como disco de ouro nos Estados Unidos com 773 mil cópias vendidas.

## Faixas
| N.º            | Título                               | Duração |  |
| 1.             | "Dying Breed"                        | 2:56    |  |
| 2.             | "Hard to See"                        | 3:28    |  |
| 3.             | "Bulletproof"                        | 3:15    |  |
| 4.             | "No One Gets Left Behind"            | 3:23    |  |
| 5.             | "Crossing Over"                      | 2:54    |  |
| 6.             | "Burn It Down"                       | 3:33    |  |
| 7.             | "Far from Home"                      | 3:32    |  |
| 8.             | "Falling in Hate"                    | 3:00    |  |
| 9.             | "My Own Hell"                        | 3:34    |  |
| 10.            | "Walk Away"                          | 3:42    |  |
| 11.            | "Canto 34 (instrumental)"            | 4:09    |  |
| 12.            | "Bad Company (cover de Bad Company)" | 4:22    |  |
| 13.            | "War Is the Answer"                  | 3:18    |  |
| Duração total: | Duração total:                       | 45:17   |  |